# Compus de două icosaedre

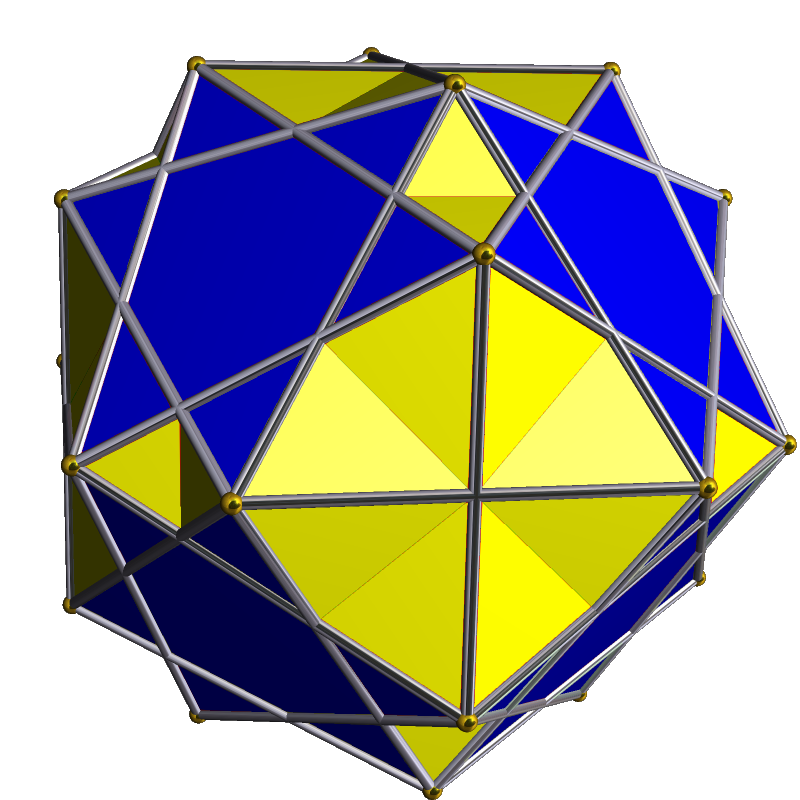
Octaedru holosnub, β{3,4}

În geometrie compusul de două icosaedre este un compus poliedric uniform format din 2 icosaedre. Are simetrie octaedrică Oh. Ca holosnub, este reprezentat prin simbolul Schläfli β{3,4} și diagrama Coxeter .
Are indicele de compus uniform UC46.
Triunghiurile din acest compus se grupează în două orbite sub acțiunea⁠(d) grupului de simetrie: 16 dintre triunghiuri se află în perechi coplanare în plane octaedrice, iar celelalte 24 se află în plane unice.

## Mărimi asociate

### Coordonate carteziene
Coordonatele carteziene ale vârfurilor acestui compus sunt toate permutările ale
{\displaystyle (\,\pm 1,\,0,\,\pm \varphi \,)}
unde {\displaystyle \varphi ={\frac {1+{\sqrt {5}}}{2}}} este secțiunea de aur.

### Volum
Următoarea formulă pentru volum V este stabilită pentru lungimea laturilor tuturor poligoanelor (care sunt regulate) a:
{\displaystyle V={\frac {5}{6}}\left(3+{\sqrt {5}}\right)\,a^{3}\approx 4,436339~a^{3}}

## Poliedre înrudite
| Imagine indisponibilă                                                                                    |  | Imagine indisponibilă |
| Octaedru uniform și neuniform trunchiate; al doilea are în comun aranjamentul vârfurilor cu acest compus |  |                       |

Are în comun același aranjament al vârfurilor cu un poliedru neuniform, octaedrul trunchiat, având fețele hexagoane neregulate cu laturi lungi și scurte care alternează.
Împreună cu anvelopa sa convexă, reprezintă prima proiecție a icosaedrului, antiprisma tetraedrică neuniformă.

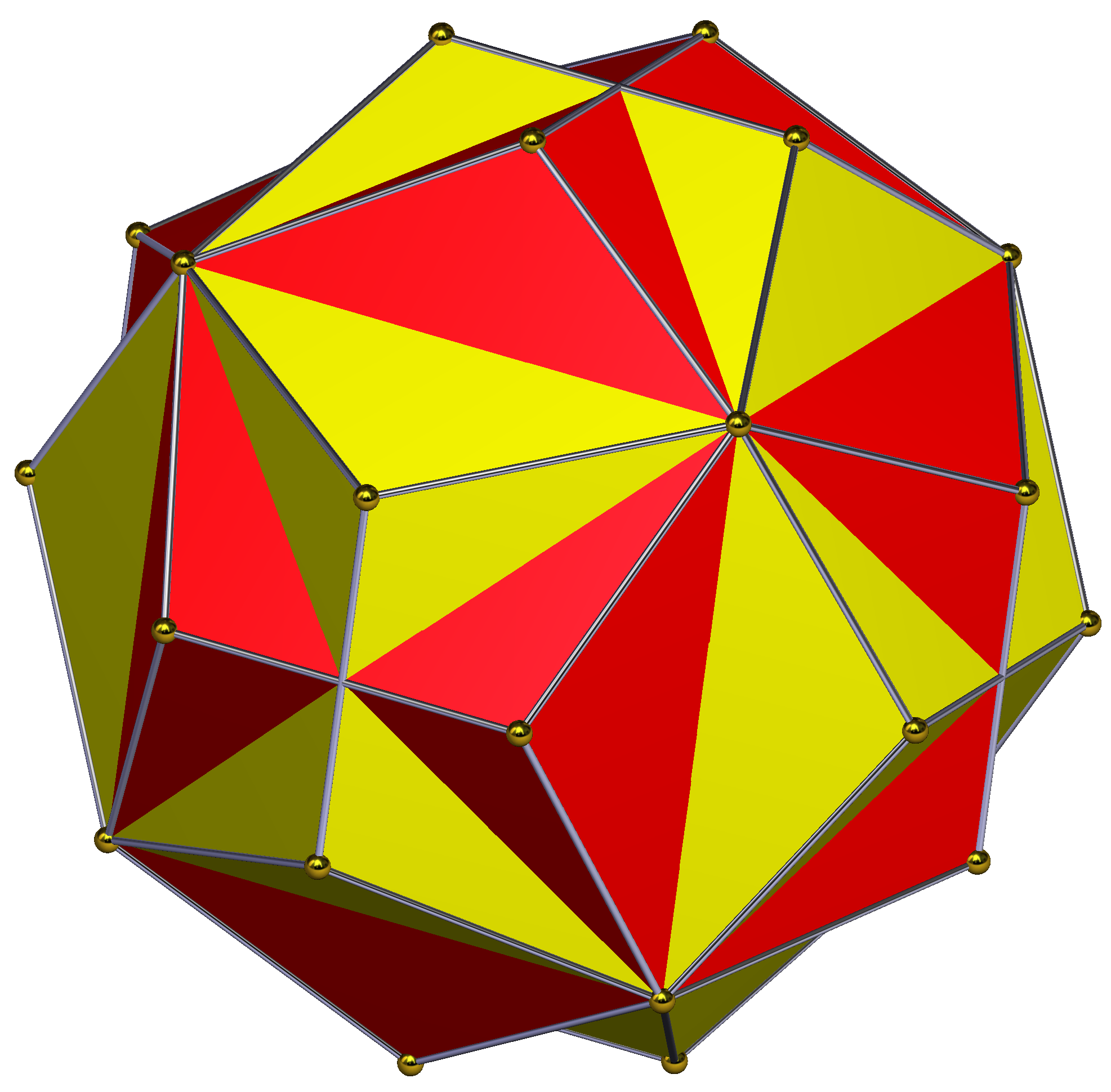
Dual: compus de două dodecaedre

### Compusul dual
Compusul dual este compusul de două dodecaedre în poziții duale, cu simetrie piritoedrică.